# Hyperalonia dido
Hyperalonia dido är en tvåvingeart som först beskrevs av Osten Sacken 1886.  Hyperalonia dido ingår i släktet Hyperalonia och familjen svävflugor. Inga underarter finns listade i Catalogue of Life.